# Kasper Lunding
Kasper Lunding, né le 17 juillet 1999 au Danemark, est un footballeur danois qui évolue actuellement au poste d'ailier droit au Aarhus Fremad.

## Biographie

### AGF Aarhus
Kasper Lunding est formé par l'AGF Aarhus. En juillet 2014, à 15 ans, il signe un premier contrat jeune avec son club formateur. Il joue son premier match en professionnel le 29 août 2017 alors qu'il n'a que 18 ans, lors d'un match de coupe du Danemark face au VSK Aarhus. Il entre en jeu lors de cette partie à la place de Mustapha Bundu et son équipe s'impose par quatre buts à un.
Il faut attendre le 8 février 2019 pour le voir jouer son premier match de Superligaen, face à l'Esbjerg fB. Ce jour-là il est titularisé au poste d'ailier droit avant d'être remplacé à la 78e minute de jeu par Bror Blume. Son équipe s'impose par deux buts à zéro. Sa prestation a notamment été saluée par son entraîneur David Nielsen (en), qui l'a trouvé bon tactiquement. Le 15 mars 2019, il prolonge son contrat jusqu'en 2022 avec l'AGF. 

### Odds BK
Le 30 juin 2020 est annoncé le prêt de Kasper Lunding au club norvégien de l'Odds BK. Il joue son premier match le 1er juillet 2020 face au FK Bodø/Glimt lors d'une rencontre d'Eliteserien, et son équipe s'incline lourdement (0-4). Le 12 juillet suivant, lors d'un match de championnat face au Viking Stavanger, Lunding entre en jeu à la place d'Elba Rashani alors que les deux équipes sont à égalité, l'attaquant danois inscrit dans le temps additionnel son premier but pour l'Odds BK, permettant à son équipe de s'imposer ce jour-là (1-2).

### Heracles Almelo
Le 5 octobre 2020 Kasper Lunding rejoint le club néerandais de l'Heracles Almelo. Il joue son premier match sous ses nouvelles couleurs le 17 octobre suivant lors d'une rencontre d'Eredivisie contre le RKC Waalwijk. Il entre en jeu en fin de match à la place de Silvester van der Water lors de ce match perdu par son équipe (0-1 score final).
En août 2021, Lunding se blesse au genou gauche. Si la blessure est moins grave que prévu et ne nécessite pas d'opération, l'ailier danois est tout de même absent pour plusieurs mois. Il fait son retour à l'entraînement en décembre 2021.

### Aalesunds FK
En janvier 2023, Kasper Lunding rejoint la Norvège afin de s'engager en faveur de l'Aalesunds FK. Le transfert est annoncé le 21 décembre 2022 et il signe un contrat courant jusqu'en juillet 2026.

### Vendsyssel FF
Le 1er septembre 2023, Kasper Lunding fait son retour au Danemark en s'engageant en faveur du Vendsyssel FF, qui évolue alors en deuxième division danoise. Il signe un contrat courant jusqu'en juin 2026.

### Aarhus Fremad
Le 10 juillet 2024, Kasper Lunding rejoint le Aarhus Fremad, club évoluant alors en troisième division danoise. Il signe un contrat de deux ans, soit jusqu'en juin 2026.

### En sélection
Kasper Lunding est sélectionné à plusieurs reprises avec les sélections de jeunes du Danemark. Le 8 mars 2017, il se fait remarquer avec les moins de 18 ans en inscrivant un but face à l'Italie (4-4 score final).